# Castres-Gironde
Castres-Gironde è un comune francese di 2 082 abitanti situato nel dipartimento della Gironda nella regione della Nuova Aquitania.

## Società

### Evoluzione demografica
Abitanti censiti